# Studentenverbindungen in Belgien

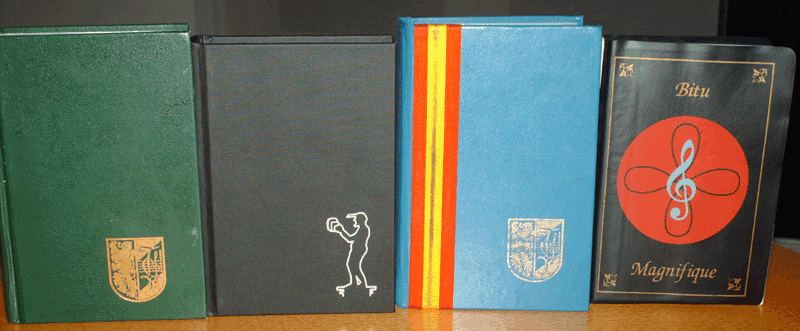
Belgische Kommersbücher: Grüner Studentencodex, Codex Studiosorum Bruxellensis, Blauer Studentencodex und Bitu Magnifique (v. l. n. r.)

In Belgien gibt es Studentenverbindungen und ähnliche Vereinigungen verschiedenster Historie und Tradition. Zu beachten ist die notwendige Differenzierung zwischen Studentenverbindungen im flämischen und wallonischen Teil Belgiens.

## Flandern

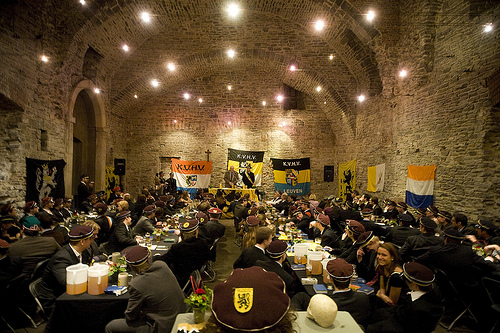
Kommers des KVHV Gent (2009)

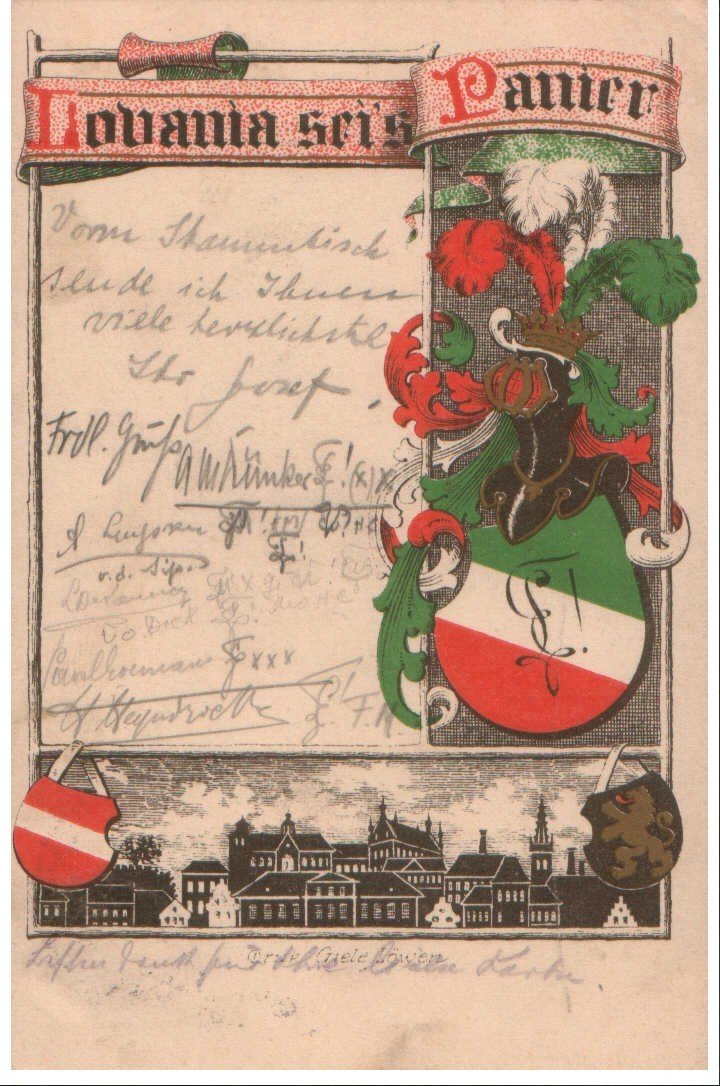
Couleurkarte der KAV Lovania Löwen (1914)

Im flämischen Teil gibt es (seit 1874) zahlreiche couleurtragende katholische Studentenverbindungen (Studentenclubs), meistens organisiert in Ortsverbänden des Katholiek Vlaams Hoogstudenten Verbond. Diese Studentenclubs haben – auf Grundlage der Bräuche der katholischen Verbindungen des Cartellverband der katholischen deutschen Studentenverbindungen (CV) in Deutschland und Österreich – eigene studentische Traditionen entwickelt. Es werden Farben (Band und Biertonne) getragen und regelmäßige, gemeinsame Veranstaltungen abgehalten. Zusätzlich zu den Clubfarben werden bei offiziellen Anlässen die weinrote Mütze des KVHV und das Band des jeweiligen KVHV-Ortsverbandes getragen.
Der korporationsstudentischen Kneipe entspricht der Cantus, und das Zangfeest ist dem Kommers ähnlich. Im Studentencodex ist neben den beim Cantus gesungenen Liedern (darunter auch zahlreiche deutsche Studentenlieder) auch der dem Comment der deutschsprachigen Verbindungen ähnliche Clubcodex niedergeschrieben. Der Schachtenmeester (Fuchsmajor) unterweist die Schachten (Füchse). Die Burschen heißen Ouderejaars bzw. Oud Studenten. Ist das Studium beendet, wird man mit dem Zwanenzang zum Filister. Man wird Oud-lid oder unterstützt als Ereleden durch finanzielle Zuwendungen seinen ehemaligen Club. Altherrenverbände wie bei den deutschsprachigen Korporationen sind allerdings nur rudimentär vorhanden. Die als Bestuur bezeichneten Chargen tragen als Amtszeichen eine Schärpe in den Clubfarben bzw. als Funktionäre des KVHV in den Farben des jeweiligen Ortsverbandes. Seit 1888 gibt es eine gemeinsame Zeitschrift Ons Leven.
1976 entstand als Abspaltung vom KVHV die Nationalistische Studentenvereniging (NSV) mit mehreren Ortsverbänden, die sowohl Merkmale eines politischen Studentenverbandes als auch solche einer Korporation aufweist. Ihre politische Ausrichtung ist überparteilich flämisch-nationalisitsch. Die Angehörigen des NSV tragen taubengraue Mützen und die Farben schwarz-weiß-rot.
Nach deutschem Vorbild gibt es heute in Löwen das pflichtschlagende Corps Flaminea Löwen (1989) im KSCV, die KAV Lovania Löwen (1896), eine befreundete Verbindung des Cartellverbandes, und die Burschenschaft Arminia zu Löwen (2000, heute vertagt), eine Ferialverbindung. Diese drei Korporationen kennen sowohl das Lebensbundprinzip als auch das Conventsprinzip.
Früher gab es in Löwen nach deutschem Vorbild auch die Helvetia Lovaniensis im Schweizerischen Studentenverein (1872–1875), und eine verbandsfreie katholische deutsche farbentragende Studentenverbindung Tungria (1877–1879). Bereits 1821 bestand in Löwen nach dem Muster der deutschen Burschenschaften eine philhellenische politische Studentenorganisation.
Mit Unterstützung Kölner und Bonner Burschenschaften wurden 2012 scharfe Mensuren nach dem Bonner Fechtcomment gefochten.

## Brüssel und Wallonie

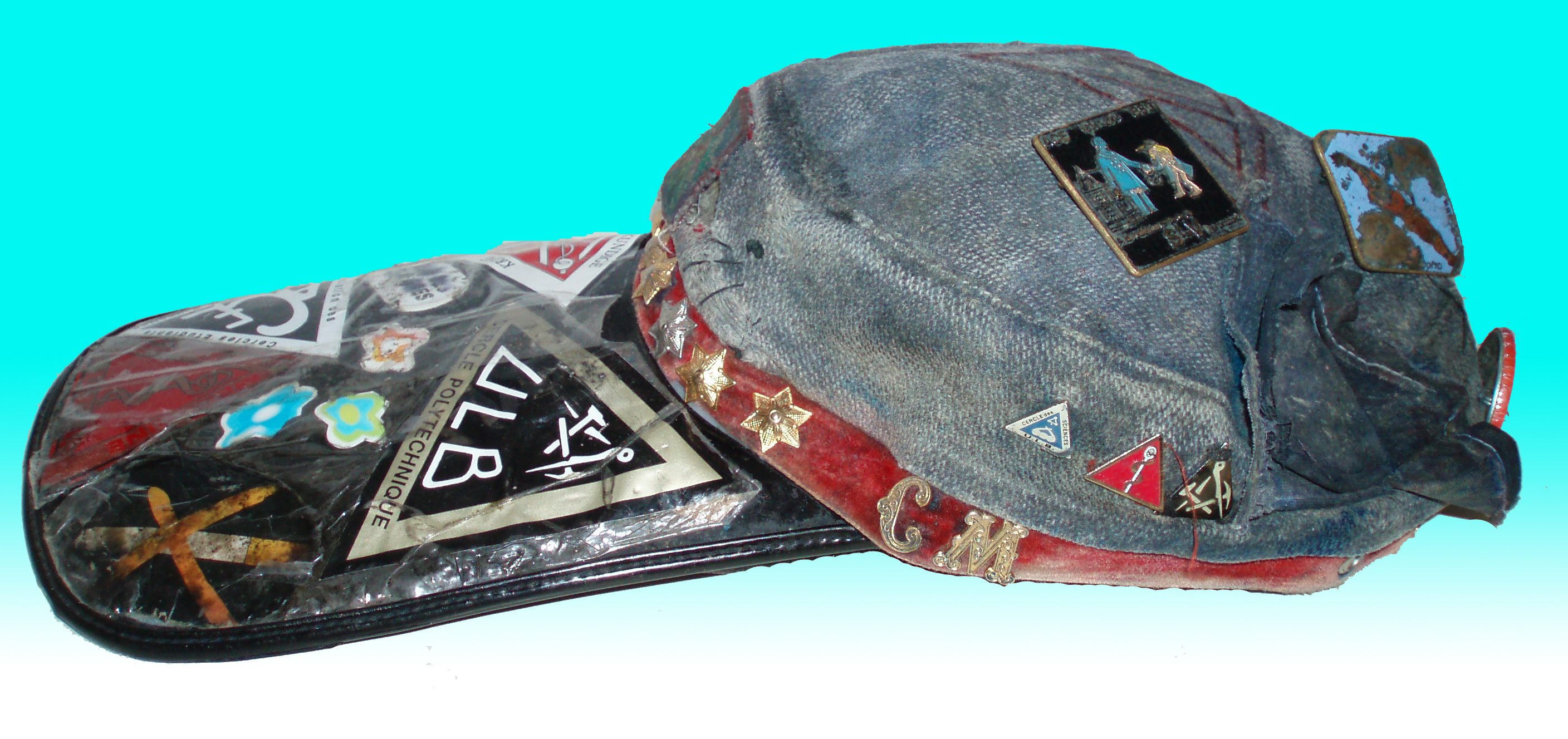
Penne, Studentenmütze aus Brüssel (ULB)

Im französischsprachigen Teil (Wallonie und französischsprachige Unis in Brüssel) gibt es sogenannte Cercle, die meist Studentinnen und Studenten einer Fachrichtung oder Fakultät vereinigen. Daneben gibt es Régionales, landmannschaftliche Vereine, und studentische Orden. Sie sind von der Tradition nur entfernt mit den deutschen Studentenverbindungen verwandt. Zum Beispiel es gibt einen Fuchsenstatus ('bleu') und Burschenstatus ('poil' -männlich- und 'plume' -weiblich-). Außerdem gibt es so etwas wie einen Leibbursch, der dort Pate genannt wird. Das Lebensbundprinzip existiert bei den Cercles nicht.
Fast alle Vereine haben eine Art von Studentenmütze. Man unterscheidet zwei Formen: die calotte ohne Schirm, die vorwiegend von Studenten an katholischen Universitäten getragen wird und die penne der Studenten der freien und staatlichen Unis. Diese haben im Vergleich zu den üblichen Studentenmützen im deutschsprachigen Raum einen überlangen Mützenschirm. In manchen Verbindungen werden zumindest vom Vorstand auch Bänder getragen. Einige pflegen eine art von inoffizielle Kneipe, corona genannt. Ein informelles Studentenfeier wird guindaille genannt.
In Brüssel gibt es seit 2014 außerdem eine Sektion der schweizerischen Société d’Étudiants de Belles-Lettres. Daneben gibt es mit dem 1937 gegründeten Academicus Sancti Michaelis Ordo einen mit dem KV befreundeten Verein.

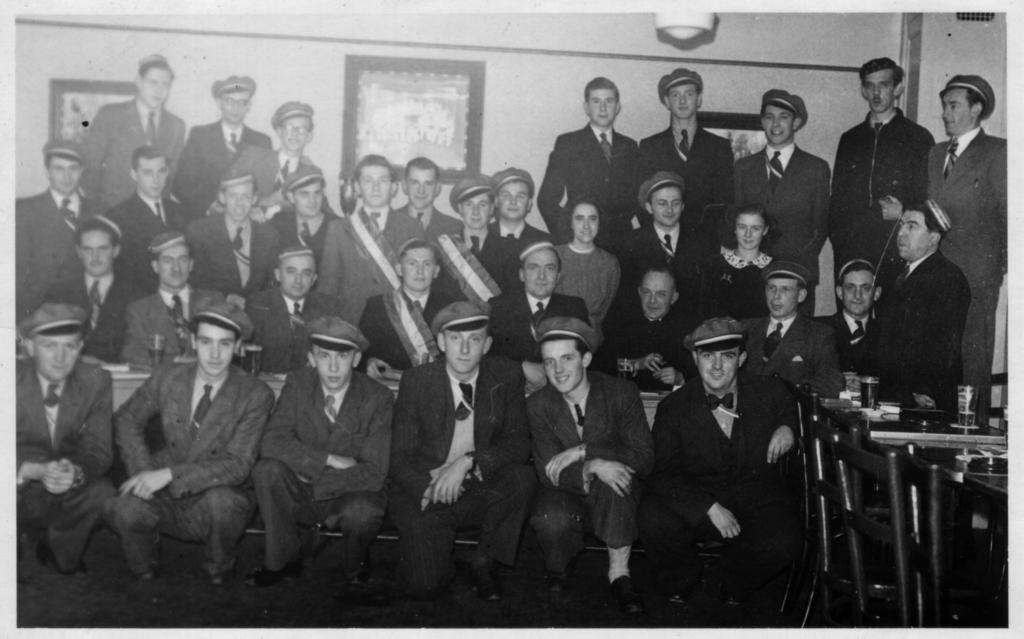
Eumavia, 1947

Am 11. Dezember 1926 wurde die katholische Studentenverbindung Eumavia Lovaniensis deutschsprachiger Korporationsstudenten aus den Ostkantonen (Eupen, Malmedy und Sankt Vith) gegründet. Nachdem die Universität Leuven 1968 in die flämische Katholieke Universiteit Leuven und die wallonische Université catholique de Louvain getrennt worden waren, verlegte die Verbindung ihren Sitz nach Louvain-la-Neuve. Diese Korporation kennt sowohl das Lebensbundprinzip als auch das Conventsprinzip. Seit der Verlegung hat die Aktivitas die deutschen Traditionen im Wesentlichen abgelegt und die wallonischen übernommen. Nur ein Teil der Altherrenschaft hält am deutschen Erbe fest. Seit dem Zweiten Weltkrieg gibt es mit der Destuna in Namur und dem Studentenverein Paludia in Lüttich weitere Studentenvereine für Studenten aus den Ostkantonen. Sie pflegen aber keine deutschen Couleurtraditionen und kennen das Lebensbundprinzip nicht.
1880 entstand in Löwen auf landsmannschaftlicher Grundlage die Studentenkorporation der D'Letzebuërger (Luxemburger) oder Grand Ducale. 1970 verlegte die Verbindung ihren Sitz nach Louvain-la-Neuve. Diese Korporation kennt sowohl das Lebensbundprinzip als auch das Conventsprinzip; in der wallonisch dominierten Umgebung fällt die Bewahrung deutscher Traditionen jedoch schwer. Es gibt ähnliche Vereine in Brüssel und Lüttich.

## Liste der Verbindungen in Belgien
- Association des cercles d’étudiants luxembourgeois#Belgien
- Liste der Damenverbindungen#Belgien